# 國家重建最高會議
國家重建最高會議（：／），簡稱最高會議，是大韩民国於1961年五一六軍事政變至1963年第三共和国成立期间存在的军事政权，由朴正熙掌控。該政權的主要成員由支持五一六政變的陸軍士官學校第八代學生所組成。

## 沿革
1961年5月16日，朴正熙少將率領政變部隊掌控漢城，結束了第二共和國的統治。朴正熙是軍中支持軍事政治化派別的成員之一，他對第二共和國的腐敗、自由主義政策放任社會運動的發展，以及對第一共和國時期參與反民主和腐敗活動的公職人員的驅逐措施感到不滿，這些都被認為是促使他進行政權奪取的原因。
政變當日，朴正熙成立军事革命委員會（군사혁명위원회），5月19日更名為國家重建最高會議，議長為張都暎中将，朴正熙擔任副議長。同時也選出了14個分科的委員：
| 職位     | 人数 | 人員 | 備註                                                   |
| -------- | ---- | --- | ------------------------------------------------------ |
| 議長     | 1    | 陸軍中将：張都暎 | 1961年7月3日以反革命罪名被取消資格和逮捕。             |
| 副議長   | 1    | 陸軍少將：朴正熙 | 1961年7月2日就任最高會議議長。                         |
| 議員     | 28   | - 陸軍中将：金鍾五、朴林恒 - 空軍中将：金信 - 海軍中将：李成浩 - 海兵中将：金聖恩 - 陸軍少将：丁来赫、李周一、韓信、柳陽洙 - 陸軍准将：韓雄震、崔周鍾、金容珣、蔡命新、金振暐、張坰淳、宋賛鎬 - 海兵准将：金潤根 - 陸軍大領：文載俊、朴致玉、朴基錫、孫昌奎、柳原植、吴致成 - 海兵大領：鄭世雄 - 陸軍中領：吉在号、朴圆彬、李錫济、玉昌鎬 | 全員為前軍事革命委員會的委員。                         |
| 顧問     | 2    | 金弘一、金東河 |                                                        |
| 分科委員 | 14   | - 行政：吴致成 - 内務：朴圆彬 - 財政：文載俊 - 法務：李錫济 - 外務国防：柳陽洙 - 文教：孫昌奎 - 建設：金振暐 - 農林：鄭世雄 - 商工：柳原植 - 保健社会：吉在号 - 交通：金潤根 - 逓信：玉昌鎬 - 公報：宋賛鎬 - 公安：韓雄震 | 全員同時身兼議員 出自：尹景哲《分断後の韓国政治》239頁 |

最高會議於1961年6月6日制定並公佈了《國家重建非常措施法》（以下簡稱「非常措施法」）。根據該法第2條規定，「在軍事革命完成後，應通過實施總選舉來建立政府。在此之前，最高會議將擁有大韓民國最高統治機關的地位」，這明確指出最高會議是韓國唯一的最高統治機關。此外，最高會議也將行使國會的權限。因此，在1963年12月17日第六屆國會召開並建立民政之前，最高會議在此期間作為韓國唯一的最高統治機關，發揮了其功能。
早期軍事政府承諾，將政府盡早恢復為文官政府，並以1962年12月2日公民投票中78％的贊成率為基礎，決定修改《憲法》，將大韓民國重新回到以總統制為核心的共和憲政體制。隨後，同年12月26日實施憲法修正，制定了集中總統權力的第三共和國憲法。起初，朴正熙等軍方領導人曾誓言不會在下一次選舉中尋求公職。然而，最終朴正熙還是以微弱優勢贏得了1963年10月的第五任總統選舉，並在11月經過第六屆總選舉後，準備移交民政。隨著1963年12月16日最高會議解散，次日（12月17日）國會召開並舉行總統就職宣誓儀式，第三共和國正式成立。

## 施政

### 經濟
最高會議是大韓民國歷史上首個將經濟開發計劃作為政策付諸實施的政府，並於1962年開始推行第一次五年計劃。在此之前，第二共和國也曾制定經濟開發計劃，但未能實施。因此，有觀點認為革命委員會直接沿用了第二共和國的計劃。朴正熙曾向美國總統约翰·肯尼迪請求韓國軍隊參與越南戰爭，但遭到拒絕。然而，隨著肯尼迪遇刺身亡，林登·约翰逊上台後，韓國軍隊參戰獲得批准。此後，韓國通過美國的大規模軍需物資訂單及士兵薪資收入，促進了經濟繁榮，並誕生了許多財閥。朴正熙也訪問日本，開始就簽署《日韩基本条约》進行談判，為獲得日本的大規模經濟援助鋪路。軍事政權的外匯獲取政策使得計劃性經濟發展成為可能，這種政策在第三共和國和第四共和國中繼續推行，最終使曾經是經濟最貧困的韓國實現了被稱為「漢江奇蹟」的經濟發展。

### 國民重建運動
在1962年5月，軍事政變一年後，最高會議成立了一個下屬機構——「重建國民運動本部」，由高麗大學校長兪鎮午（유진오）擔任本部長。此運動將主要的民間團體、知名媒體人、普通民眾、教育家、藝人和宗教人士置於領導地位。全國各地各級行政單位，都設置了國民重建運動的分支機構，並強制要求每個家庭至少有一人參加此運動。由於來自上層的強制，組織迅速擴大，到1963年已有超過390萬名會員。然而，該運動發展僅三個月後，本部長兪鎮午批評再建國民運動為「全體主義式」運動，隨即辭職。實際上，國民對此運動的積極參與度不高，此運動在模糊中終結。
再建國民運動本部在1964年7月《國家再建最高會議法》廢止後，重新以「再建國家國民中央會」的名義重組，但不久後即被廢除。儘管如此，該運動為軍事政權準備的民主共和黨培養了領導者，對該黨組織的形成也有一定貢獻。